# Nationalpark Färnebofjärden
Der am 7. Mai 1998 ausgewiesene Nationalpark Fjärnebofjärden liegt am Unterlauf des schwedischen Flusses Dalälven.
Der Unterlauf des Dalälven, der durch die Ebene des nördlichen Uppland und des südlichen Gästrikland führt, hat im Gegensatz zum Oberlauf nur ein geringes Gefälle. Daher breitet sich der Fluss aus und bildet große, flache Seen, die durch Stromschnellen voneinander getrennt sind. Der Fjärnebofjärden ist einer dieser Seen, dessen Umland von Auland, Flusswiesen und unberührtem Wald umgeben ist. Periodische Überschwemmungen, die große Flächen bedecken, prägen die Natur des Nationalparks. Von den ca. 10.100 Hektar, die das Schutzgebiet umfasst, nehmen Wasserflächen etwa 4.100 Hektar ein. Zu den Landflächen gehören etwa 200 Inseln.
Der Fjärnebofjärden liegt auch am „Limes norrlandicus“, der biologischen Nordlandsgrenze. Nördliches Moorgebiet mit Nadelwald wechselt mit südlichem Laubwald mit Bäumen wie Eiche und Linde. Besonders die Vogelwelt weist einen Artenreichtum auf wie sonst nirgends in Schweden. Über 100 Vogelarten nisten regelmäßig im Nationalpark.
Die Haupteingänge des Nationalparks liegen bei Sevedskvarn südlich von Gysinge und bei Östa. Bei Sevedskvarn gibt es auch einen behindertengerechten Rundweg. Bei Skekarsbo befindet sich ein Aussichtsturm.